# Geodorum laxiflorum
Geodorum laxiflorum är en orkidéart som beskrevs av William Griffiths. Geodorum laxiflorum ingår i släktet Geodorum och familjen orkidéer. Inga underarter finns listade i Catalogue of Life.